# Rasabou (Hu'u)
Rasabou is een bestuurslaag in het regentschap Dompu van de provincie West-Nusa Tenggara, Indonesië. Rasabou telt 2029 inwoners (volkstelling 2010).